# メルセデス・ベンツ・M272エンジン

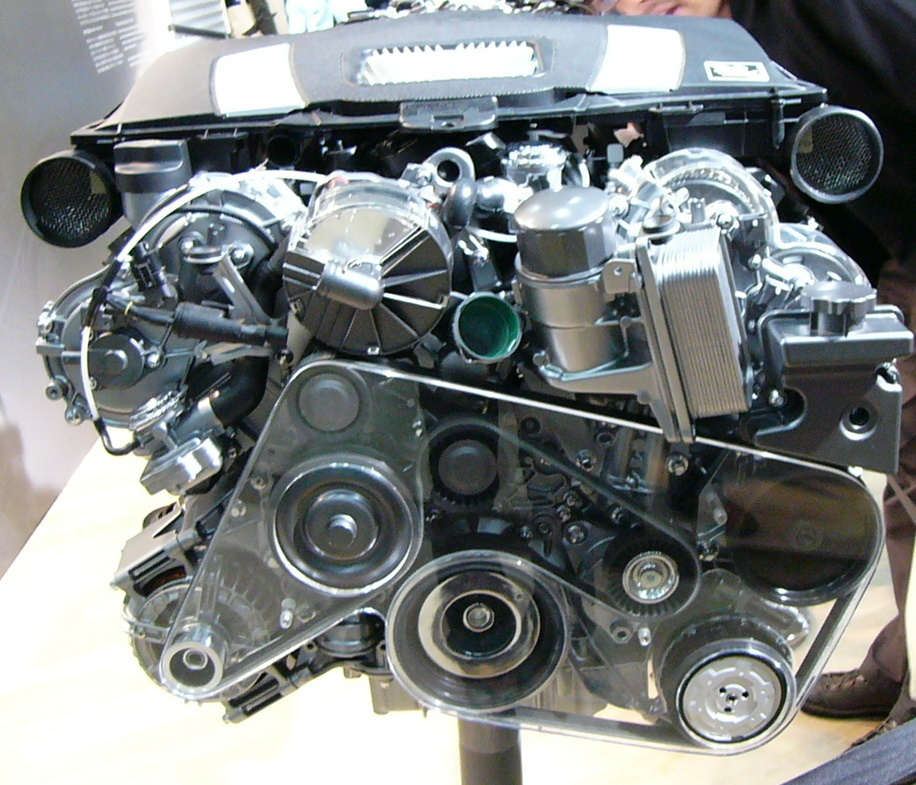
M272M35

M272エンジンは、メルセデス・ベンツのV型6気筒ガソリンエンジンの系列である。
2004年のSLKに搭載されてデビューした。シリンダーブロックはアルミ製のディープスカートタイプでクランクベアリングは4点支持になっており、V型6気筒エンジンでは例の少ない90度のバンク角を採用している。これは同シリーズのV型8気筒エンジンM273と共通化しコスト削減を図ったものである。なお、各スローの対になるクランクピンを30度ずらすことで等間隔燃焼を実現している。また、左右バンクの間には回転数によって吸気管長を変化させる可変吸気システムを採用したマグネシウム製吸気マニフォールドが収まっている。
前世代に当たるM112では排気ガス対策のため、熱容量が小さくなる3バルブを採用していたが、M272ではDOHCの4バルブになっている。カムシャフトはチェーンで吸気側のみ駆動され、排気側はギアを介して回される。また、メルセデス・ベンツとしては初めて吸排気ともに可変バルブタイミングシステムを採用している。バルブはローラーロッカーアームを用いて作動させる。なお、排気バルブにはインコネル材を使用している。
Eクラスを筆頭に、CクラスやSクラスなど幅広い車種に搭載され、2000年代後半から2010年代前半にかけてメルセデス・ベンツの中核を担ったエンジンである。
ほとんどの車種で7速AT（7G-TRONIC）と組み合わされているが、Eクラスの「E350 4MATIC アバンギャルド/E350 4MATIC アバンギャルド ステーションワゴン」V350は5速ATである。
既に生産は終了しており、V6系列の後継エンジンはM276型である。

## バランスシャフトスプロケットギアの摩耗問題
2004年から2008年の間に製造され、エンジンのシリアルナンバーが2729..30 468993未満の個体の場合、バランスシャフトスプロケットのギアが早期に摩耗する症状が発生する場合がある。この症状が発生した場合、初期段階ではエンジン警告灯の点灯、ギアの歯飛びによる異常振動などが発生し、最終的にはエンジン停止にまで至る可能性がある。対策としてはバランスシャフトの交換が必要になるが、交換をするためにはエンジンを車体から降ろす必要があり、非常に高額な修理費がかかる。
この問題に関して北米では集団訴訟が行われ、メルセデス・ベンツ側が修理費用の70%を負担するという内容で2015年4月8日に仮和解が成立した。一方日本国内では特に訴訟や和解は行われておらず、特別な保証がない限り、修理費用は全額所有者負担となるため注意が必要である。

## バリエーション

### M272M35
このエンジンを搭載したモデルは「平成17年排出ガス基準75%低減レベル（★★★★低排出ガス車）」認定を取得している。
- タイプ：V型6気筒DOHC24バルブ 3497cc
- ボア×ストローク：92.9mm×86.0mm
- 圧縮比：10.7
- 最高出力：272PS（200kW）/6,000rpm
- 最大トルク：35.7kgm（350Nm）/2,400～5,000rpm

### M272M30
このエンジンを搭載したモデルは「平成17年排出ガス基準75%低減レベル（★★★★低排出ガス車）」認定を取得している。
- タイプ：V型6気筒DOHC24バルブ　2,996cc
- ボア×ストローク：88.0mm×82.1mm
- 圧縮比：11.3
- 最高出力：231PS（170kW）/6,000rpm
- 最大トルク：30.6kgm（300Nm）/2,500～5,000rpm

### M272M25
- タイプ：V型6気筒DOHC24バルブ　2,496cc
- ボア×ストローク：88.0mm×68.4mm
- 圧縮比：11.4
- 最高出力：204PS(150kW)/6,100rpm
- 最大トルク：25.5kg・m(250N・m)/3,500～4,000rpm

## 搭載モデル
M272
- E350アバンギャルド（セダン、ワゴン）
- E350アバンギャルドS（セダン、ワゴン）
- E350 4マチックアバンギャルド（セダン、ワゴン）
- S350
- SLK350
- SL350
- CLK350アバンギャルド
- CLK350カブリオレ
- CLS350
- ML350 4マチック
- R350 4マチック

M272M30
- E280アバンギャルド（セダン、ワゴン）
- E300（セダン、ワゴン）
- E300アバンギャルドS（セダン、ワゴン）
- SLK280
- C280アバンギャルド（セダン、ワゴン）
- C280 4マチック アバンギャルド（セダン、ワゴン）